# Jean-Alexandre Dubochet
Pour les articles homonymes, voir Dubochet.
Jean-Alexandre, signant J.-A. Dubochet, né le 21 novembre 1767 au Croisic et mort à Nantes le 1er octobre 1853, est un inventeur français. 

## Biographie
Jean Alexandre du Bochet de La Porte est le fils de Charles Dubochet, sieur de La Porte, capitaine de navire, et d'Elisabeth Madeleine Pellerin. Sa demi-sœur Esther est l'épouse d'Étienne Clavier.
En 1794, il invente un système de pompe à feu à un seul robinet. Il devient une première fois président de la Société des sciences et des arts du département de la Loire-Atlantique en 1803,
Il devient chef de bureau à la préfecture de la Loire-Inférieure.
Marié en 1808 avec Anne Elisabeth Leroux, veuve du capitaine de frégate Pierre François Leveilley, fille du négociant nantais Julien Mathurin Leroux et belle-sœur de Mathurin Crucy, il est le grand-père de Louis Dubochet.
Il crée en 1817 un procédé de raffinage du sel commun (muriate de soude) des salines. Il est réélu en 1831 à la présidence de la Société royale académique de la Loire-Atlantique. 
Jules Verne le mentionne dans le chapitre IV de son roman Robur-le-Conquérant concernant son étude Recherches sur le vol des oiseaux et l'art aéronautique.

## Publications
- 1832 : Discours prononcé par M.J.-A. Dubochet, président de la Société royale académique, à l'Hôtel-de-Ville de Nantes, aux fêtes de juillet 1832
- 1833 : Moyens de canalisation du lit de la Loire entre Nantes et Orléans
- 1833 : Discours sur l'éducation populaire prononcé à la séance publique de la Société Royale Académique de Nantes, le 25 novembre 1832
- 1834 : Recherches sur le vol des oiseaux et l'art aéronautique